# Kansuke Yamamoto
Kansuke Yamamoto (jap. 山本勘助 Yamamoto Kansuke; ur. 1501, zm. 1561) – japoński samuraj znany również jako Haruyuki (晴幸); jeden z 24 generałów armii należącej do daimyō Shingena Takedy. 

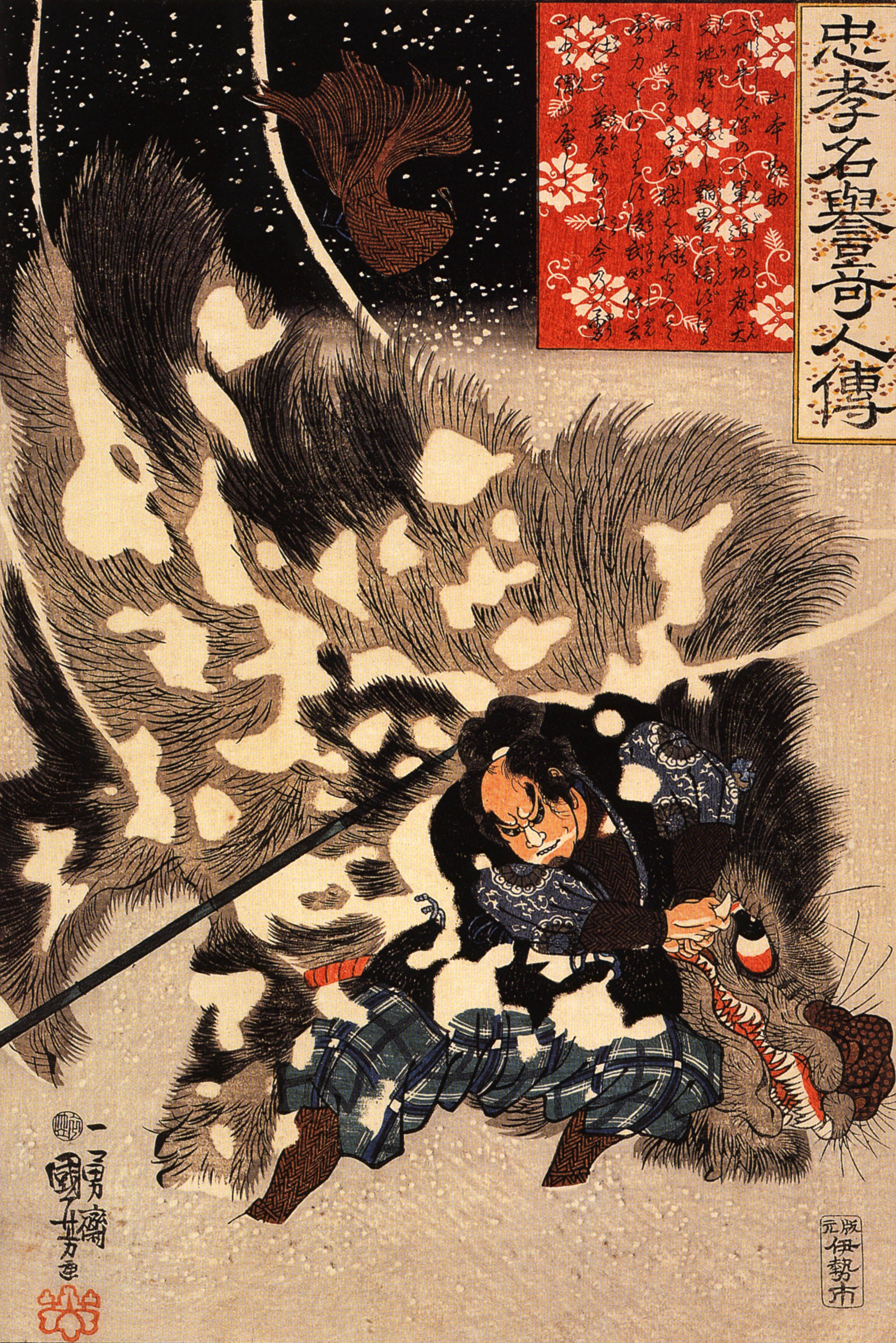
Kansuke Yamamoto walczący z dużym dzikiem - drzeworyt autorstwa Kuniyoshi Utagawy

Yamamoto służył początkowo klanowi Imagawa, który wątpił, że ma on jakąkolwiek wartość. 
Kansuke został zauważony przez jednego z generałów Takedy - Nobutakę Itagakiego. Udał się do prowincji Kai, gdzie został przyjęty w 1543 r. na służbę na stanowisku dowódcy piechot (ashigaru-taishō). 
Według legend, samuraj ten był ślepy na jedno oko oraz kulawy. W sztuce często przedstawiano go podpierającego się naginatą. Samuraj był też ponoć zamieszany w sprowadzenie córki pokonanego pana Yorishige Suwa jako nałożnicy Shingena Takedy.
Kansuke Yamamoto był wybitnym strategiem, jego pomysły zapewniły zwycięstwo w wielu bitwach m.in. w czwartej bitwie na równinie Kawanakajima przeciwko Kenshinowi Uesugi. Kansuke sądząc, że jego plan się nie powiódł, wdarł się w szeregi przeciwnika. Źródła podają dwa różne powody śmierci: po otrzymaniu 80 ran postrzałowych miał zginąć w nierównej walce lub, według drugiej wersji, popełnić seppuku.